# Suryaraopeta
Suryaraopeta è una suddivisione dell'India, classificata come census town, di 19.175 abitanti, situata nel distretto del Godavari Orientale, nello stato federato dell'Andhra Pradesh. In base al numero di abitanti la città rientra nella classe IV (da 10.000 a 19.999 persone).

## Società

### Evoluzione demografica
Al censimento del 2001 la popolazione di Suryaraopeta assommava a 19.175 persone, delle quali 9.644 maschi e 9.531 femmine. I bambini di età inferiore o uguale ai sei anni assommavano a 1.948, dei quali 973 maschi e 975 femmine. Infine, coloro che erano in grado di saper almeno leggere e scrivere erano 14.556, dei quali 7.720 maschi e 6.836 femmine.